# گرانتهام
longitudeگرانتهامlatitudeگرانتهام
گرانتهام (به انگلیسی: Grantham) یک شهر بازاری و شهرک در بریتانیا است که در انگلستان واقع شده‌است.

## خصوصیات
گرانتهام ۴۱٬۹۹۸ نفر جمعیت دارد.

## خواهرخوانده
شهر زانکت آگستین خواهرخواندهٔ گرانتهام هست.